# Académie diplomatique du ministère des Affaires étrangères de la fédération de Russie
L'académie diplomatique du ministère des Affaires étrangères de la fédération de Russie (Дипломати́ческая акаде́мия Министе́рства иностра́нных де́л Росси́йской Федера́ции) est une école supérieure russe préparant les étudiants au service diplomatique. Elle dépend du ministère des Affaires étrangères de la fédération de Russie et se trouve à Moscou.

## Historique
L'académie prend son origine en 1934, lorsque le commissariat du Peuple des Affaires étrangères décide de l'ouverture d'un institut pour former les fonctionnaires des services diplomatiques et consulaires. Il est transformé en 1939 pour devenir l'École supérieure de diplomatie. En 1974, elle change de nom pour devenir l'Académie diplomatique de ministère des Affaires étrangères d'URSS, puis de la fédération de Russie en 1991. 
En 2009, parmi les 170 enseignants, il y avait 39 docteurs d'État et enseignants au rang de professeur, 55 candidats au doctorat et doctorants et 48 collaborateurs scientifiques. De plus 46 enseignants ont un rang diplomatique dont 14 celui d'ambassadeur extraordinaire et plénipotentiaire.
L'Académie diplomatique est sise dans l'ancien bâtiment du lycée Tsarévitch-Nicolas, au 53 rue Ostojenka.

## Structure
L'Académie accueille quatre facultés:
- La faculté des relations internationales
- La faculté de l'économie mondiale
- La faculté de qualification supérieure
- L'institut des problèmes actuels et internationaux

## Enseignants

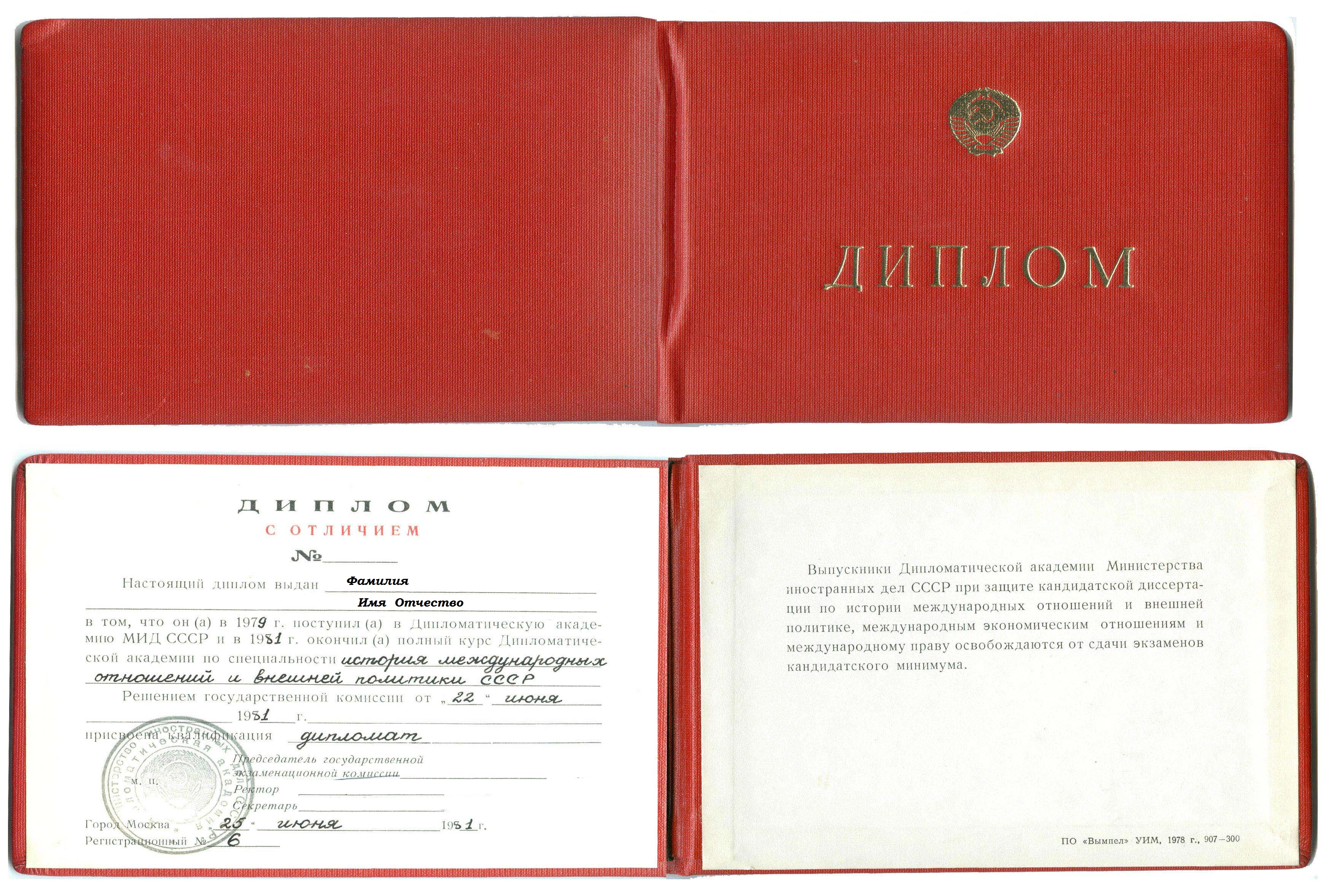
Diplôme de l'académie
du temps de l'URSS en 1981.

- Alexandre Barychev
- Igor Panarine
- Evgueni Primakov